# Валасйоки
Валасйоки (устар. Валас-йоки) — река в России, протекает по Мурманской области. Устье реки находится в 66 км от устья реки Титовка. Длина реки составляет 15 км, площадь водосборного бассейна — 182 км².

## Данные водного реестра
По данным государственного водного реестра России относится к Баренцево-Беломорскому бассейновому округу, водохозяйственный участок реки — реки бассейна Баренцева моря от восточной границы реки Печенга до западной границы бассейна реки Воронья, без рек Тулома и Кола. Речной бассейн реки — бассейны рек Кольского полуострова, впадает в Баренцево море.
Код объекта в государственном водном реестре — 02010000612101000000639.